# Vestuario (habitación)

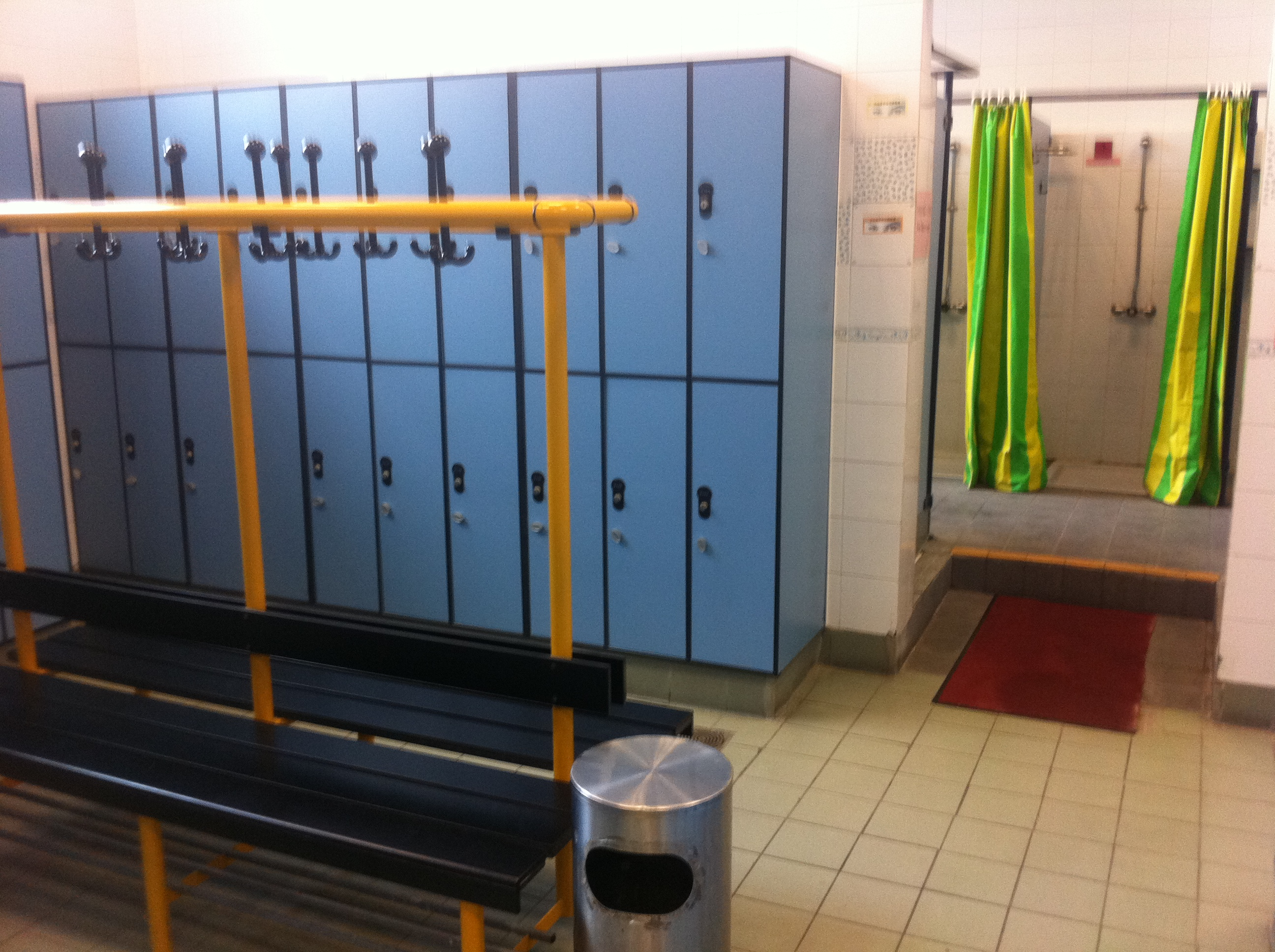
Vestuario de instalación deportiva

Un vestuario (del latín, vestiarius), en algunos países también vestidor o vestier, es una habitación o sala destinada al cambio de ropa. Los vestuarios son muy comunes en piscinas y gimnasios, o en otros lugares en los que es necesario cambiarse de ropa, como en playas y sitios de baño, en estos casos pueden ser simples cubículos o casetas. Suele contener taquillas o lockers, así como bancos y otros anexos como cuartos de baño con duchas y servicios higiénicos.

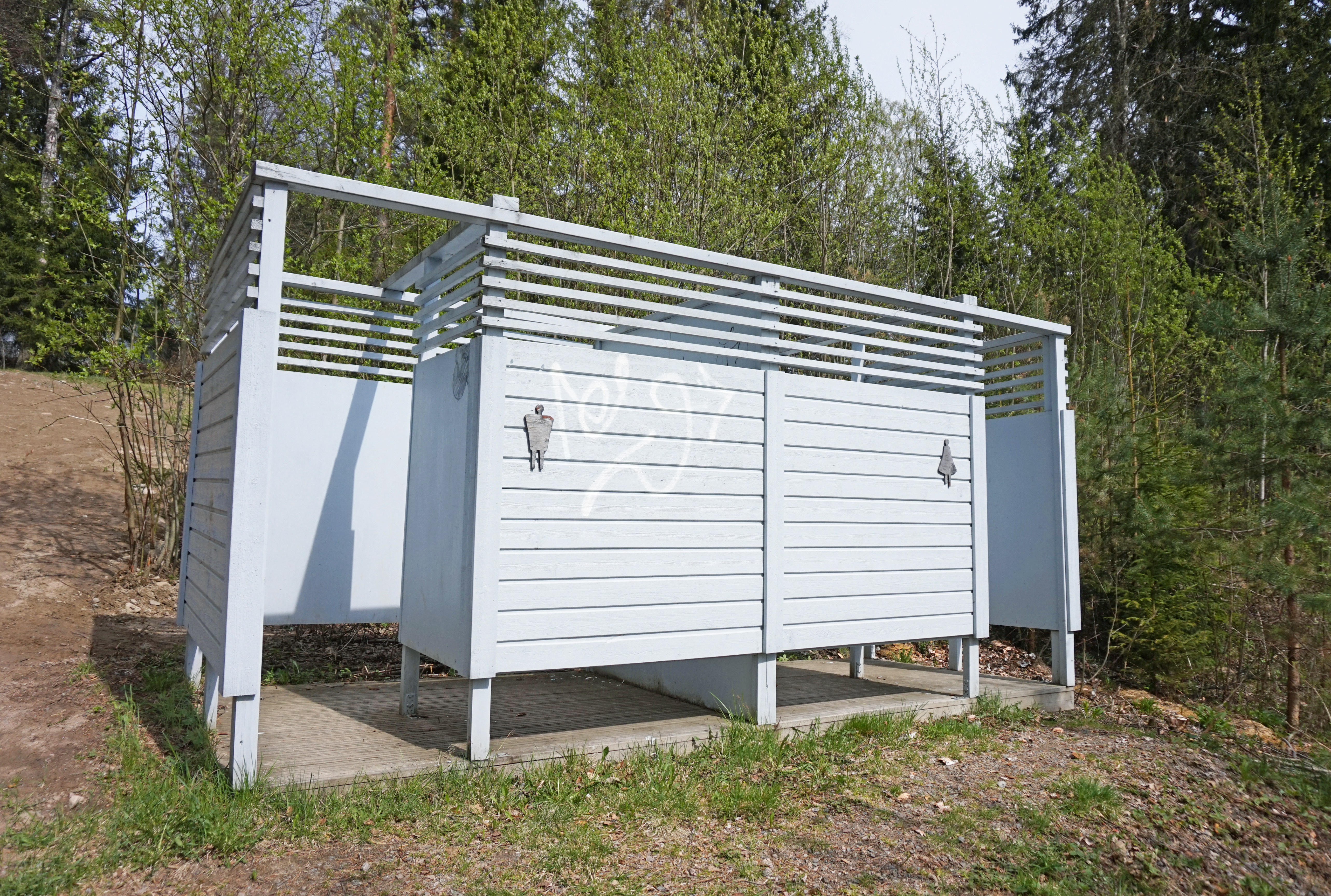
Vestuario de playa

Los vestuarios normalmente están diferenciados por género o actividad laboral.